# Orthorexia nervosa
Der Ausdruck Orthorexia nervosa bzw. Orthorexie ist der vorgeschlagene Name für das Krankheitsbild einer Essstörung, bei der die übermäßige Beschäftigung mit der Qualität der Lebensmittel aufgrund selbst auferlegter Regeln zu psychischen und physischen Beeinträchtigungen führen kann.
Die Bezeichnung Orthorexie wird in den Medien verwendet, um auszudrücken, dass ein bestimmtes Ernährungsverhalten – meist, indem es einem gesellschaftlichen Trend entspricht – als krankhaft eingestuft wird (Pathologisierung).
Orthorexia nervosa ist nicht im internationalen Klassifikationssystem ICD-10 oder im Klassifikationssystem der Vereinigten Staaten DSM-5 gelistet. Ihr Status als potentielles Krankheitsbild wird in Fachliteratur und populärwissenschaftlicher Literatur kontrovers diskutiert.

## Begriffsgeschichte
Der Begriff Orthorexie (von griechisch: ὀρθός orthós „richtig“ und ὄρεξις órexis „Begierde“, „Appetit“) wurde erstmals vom amerikanischen Arzt Steven Bratman im Oktober 1997 in Anlehnung an die Bezeichnung Anorexia nervosa geprägt.
Bratmans Artikel erschien im "Yoga Journal" unter dem Titel "Geständnisse einen Gesundheitsjunkies". Bratman, der jahrelang spezielle Diäten sowohl bei sich selbst als auch bei seinen Patienten praktiziert hatte, habe bei sich und vielen Gleichgesinnten krankhafte Muster im Umgang mit dem Thema Essen entdeckt. Problematisch seien vor allem Ernährungsphilosophien mit stark ideologischer Komponente, die ihren Anhängern beispielsweise den Schutz vor Krankheiten aller Art versprechen.
Bratman sah Veganismus als „eine Erfindung von Leuten, die in westlichen Gesellschaften lebten und zu viel Zeit hatten“. Der Veganismus sei unlogisch, „da sich Tiere auf der ganzen Welt dazu hingeben, sich gegenseitig zu essen“. Durch die „arrogante Verletzung dieses Naturgesetzes“ könne eine vegane Ernährung Menschen unglücklich machen.

## Diskussion um ein mögliches Krankheitsbild
Orthorexie wird als eine ausgeprägte Fixierung auf die Auswahl von „gesundem“ und der Vermeidung von „ungesundem“ Essen verstanden. Ob es sich dabei um eine Krankheit oder lediglich um einen „aufwendigen“ Lebensstil handelt, wird daran gemessen werden müssen, zu wie viel Leidensdruck dieses Verhalten führt. Dies ist für eine Anerkennung als Krankheit ausschlaggebend.
Orthorektisches Verhalten könnte andererseits als Bewältigungsstrategie für eine zu Grunde liegende schwerere Essstörung im Sinne einer „Ausstiegsdroge“ gesehen werden. Nach dieser Auffassung würde mit der Feststellung einer Orthorexia nervosa lediglich ein Befund erhoben und der Diagnose „schwerere Essstörung“ zugeordnet.
Auch für den Fall einer eigenständigen Erkrankung existiert noch kein anerkanntes System zur Diagnose der Orthorexie. Es wird diskutiert, ob zu einer Diagnose der Orthorexie auch die Präsenz zwanghafter Persönlichkeitszüge notwendig sein könnten. Der fließende Übergang von normal zu krankhaft hat viel mit dem Konzept der Persönlichkeitsstörungen gemein.
Während die Anorexia nervosa eine quantitative Essstörung ist, wird die Orthorexie als eine qualitative Essstörung beschrieben. Nach Barthels beträgt die Prävalenz in der Gesamtbevölkerung ein bis zwei Prozent.

### Vorschlag diagnostischer Kriterien
Bratman hält es für möglich, dass die Orthorexie ein Krankheitsbild im Bereich der vermeidend/restriktiven Essstörung ist. Er schlug 2016 folgende diagnostische Kriterien vor:
Kriterium A: Zwanghafte Beschäftigung mit „gesunder Nahrung“, Fokussierung auf Fragen der Qualität und Zusammensetzung des Essens (zwei oder mehr der folgenden Punkte müssen erfüllt sein):
- Einhalten einer unausgewogenen Diät aufgrund einer zwanghaften Beschäftigung mit der „Reinheit“ oder „Qualität“ der Nahrung.
- Sorgen darüber, unreine oder ungesunde Nahrung zu sich zu nehmen, Beschäftigung mit dem Einfluss, den die Qualität der Nahrung auf die physische und emotionale Gesundheit habe.
- Strenges Vermeiden von Nahrung, von der der Patient glaubt, dass sie ungesund sei, wie fette Nahrungsmittel, Nahrungsmittel mit Konservierungsstoffen, Lebensmittelzusatzstoffen, tierische Nahrungsmittel, oder andere Inhaltsstoffe, die der Patient für ungesund hält.
- Für Personen, die nicht beruflich mit Ernährung beschäftigt sind: Zeitlich weit überdurchschnittliche Beschäftigung (z. B. drei oder mehr Stunden täglich) mit dem Lesen über, Beschaffen von, oder Vorbereiten von spezifischen Lebensmitteln aufgrund ihrer angenommenen Qualität und Zusammensetzung.
- Schuldgefühle und Sorgen, wenn man „ungesunde“ oder „unreine“ Lebensmittel konsumiert hat.
- Intoleranz gegenüber anderen Anschauungen bezüglich Lebensmitteln.
- Exzessive finanzielle Ausgaben für Lebensmittel (in Relation zum Einkommen) aufgrund ihrer angenommenen Qualität und Zusammensetzung.

Kriterium B: Die zwanghafte Beschäftigung führt zu wenigstens einem dieser Probleme:
- Beeinträchtigung der physischen Gesundheit durch unausgewogene Ernährung (z. B. Krankheit aufgrund der Mangelernährung).
- Starker Leidensdruck oder Beeinträchtigung von sozialen, akademischen oder beruflichen Funktionen durch Zwangsgedanken und Zwangshandlungen, die um die Ansichten des Patienten von gesunder Ernährung kreisen.

Kriterium C: Die Störung ist nicht nur eine Zuspitzung von Symptomen einer anderen Störung, wie Zwangsstörung, Schizophrenie oder einer anderen psychotischen Störung.
Kriterium D: Das Verhalten wird nicht durch ein strenges Beachten von traditionellen religiösen Essensvorschriften erklärt, oder wenn die Beschäftigung mit speziellen Essensvorschriften aufgrund ärztlich diagnostizierter Nahrungsmittelallergien oder anderen Krankheiten, die eine spezifische Diät erfordern, ausgelöst wird.

## Kultureller Hintergrund
Viele Betroffene basieren ihre Überzeugungen bzgl. optimaler Ernährung auf gesellschaftliche Ernährungstrends wie z. B. Steinzeiternährung. Deren Befürworter führen meist auch Gesundheitsargumente an, obwohl es an wissenschaftlichen Studien zur behaupteten positiven Wirkung fehlt. Ursächlich für die Verbreitung dieser Trends ist aber nicht nur der Wunsch nach gesunder Ernährung, sondern auch Selbstdarstellung und Individualisierung.

## TV-Beiträge
- Ernährungstrends: Wie gesund sind Low, Slow & No?, 29 Minuten, Leschs Kosmos 7. Mai 2019
- Machen dich Essenstrends krank?, 27 Minuten, Terra Xplore: Staffel 21, 7. Oktober 2024